# Eric Church
Eric Church, född 3 maj 1977 i Granite Falls, North Carolina, är en amerikansk countrysångare, gitarrist och låtskrivare.

## Diskografi
Studioalbum
- 2006 – Sinners Like Me
- 2009 – Carolina
- 2011 – Chief
- 2014 – The Outsiders
- 2015 – Mr. Misunderstood

Livealbum
- 2013 – Caught in the Act

Singlar/EPs
- 2006 – "How 'Bout You"
- 2006 – "Two Pink Lines"
- 2007 – "Guys Like Me"
- 2007 – "Sinners Like Me"
- 2008 – "His Kind of Money (My Kind of Love)"
- 2009 – "Love Your Love the Most"
- 2009 – "Hell on the Heart"
- 2010 – "Smoke a Little Smoke"
- 2011 – "Caldwell County" (EP)
- 2011 – "Homeboy"
- 2011 – "Drink in My Hand"
- 2012 – "Springsteen"
- 2012 – "Creepin"
- 2013 – "Like Jesus Does"